# Pays-Bas aux Jeux olympiques d'hiver de 2018
Les Pays-Bas participe aux Jeux olympiques d'hiver de 2018 à Pyeongchang en Corée du Sud du 9 au 25 février 2018. Il s'agit de sa vingt et unième participation à des Jeux d'hiver.

## Participation
Aux Jeux olympiques d'hiver de 2018, les athlètes de l'équipe des Pays-Bas participent aux épreuves suivantes :
| Sport                                | Hommes | Femmes | Total |
| ------------------------------------ | ------ | ------ | ----- |
| Patinage de vitesse sur piste courte | 5      | 5      | 10    |
| Skeleton                             | 0      | 1      | 1     |
| Snowboard                            | 1      | 2      | 3     |
| Patinage de vitesse                  | 10     | 10     | 20    |
| Total                                | 16     | 17*    | 33*   |

## Médaillés
| Sport                                | Discipline                   | Athlète(s)                                                          | Performance    | Date       |
| Médailles d'or : 8                   |                              |                                                                     |                |            |
| Patinage de vitesse                  | 3 000 mètres femmes          | Carlijn Achtereekte                                                 | 3 min 59 s 21  | 10 février |
| Patinage de vitesse                  | 5 000 mètres femmes          | Esmee Visser                                                        | 6 min 50 s 23  | 11 février |
| Patinage de vitesse                  | 5 000 mètres hommes          | Sven Kramer                                                         | 6 min 09 s 76  | 11 février |
| Patinage de vitesse                  | 1 500 mètres femmes          | Ireen Wüst                                                          | 1 min 54 s 35  | 12 février |
| Patinage de vitesse                  | 1 500 mètres hommes          | Kjeld Nuis                                                          | 1 min 44 s 01  | 13 février |
| Patinage de vitesse                  | 1 000 mètres femmes          | Jorien ter Mors                                                     | 1 min 13 s 56  | 14 février |
| Patinage de vitesse                  | 1 000 mètres hommes          | Kjeld Nuis                                                          | 1 min 07 s 95  | 23 février |
| Patinage de vitesse sur piste courte | 1 000 mètres femmes          | Suzanne Schulting                                                   | 1 min 29 s 778 | 22 février |
| Médailles d’argent : 6               |                              |                                                                     |                |            |
| Patinage de vitesse                  | 3 000 mètres femmes          | Ireen Wüst                                                          | 3 min 59 s 29  | 10 février |
| Patinage de vitesse                  | 1 500 mètres hommes          | Patrick Roest                                                       | 1 min 44 s 86  | 13 février |
| Patinage de vitesse                  | 10 000 mètres hommes         | Jorrit Bergsma                                                      | 12 min 41 s 98 | 15 février |
| Patinage de vitesse                  | Poursuite par équipes femmes | Marrit Leenstra Ireen Wüst Antoinette de Jong                       | 2 min 55 s 48  | 21 février |
| Patinage de vitesse sur piste courte | 1 500 mètres hommes          | Sjinkie Knegt                                                       | 2 min 10 s 555 | 10 février |
| Patinage de vitesse sur piste courte | 500 mètres femmes            | Yara van Kerkhof                                                    | 43 s 256       | 13 février |
| Médailles de bronze : 6              |                              |                                                                     |                |            |
| Patinage de vitesse                  | 3 000 mètres femmes          | Antoinette de Jong                                                  | 4 min 0 s 02   | 10 février |
| Patinage de vitesse                  | 1 500 mètres femmes          | Marrit Leenstra                                                     | 1 min 55 s 26  | 12 février |
| Patinage de vitesse                  | Poursuite par équipes hommes | Patrick Roest Sven Kramer Jan Blokhuijsen                           | 3 min 38 s 40  | 21 février |
| Patinage de vitesse                  | Départ en ligne femmes       | Irene Schouten                                                      | 20 pts         | 24 février |
| Patinage de vitesse                  | Départ en ligne hommes       | Koen Verweij                                                        | 20 pts         | 24 février |
| Patinage de vitesse sur piste courte | Relais 3 000 mètres femmes   | Suzanne Schulting Yara van Kerkhof Lara van Ruijven Jorien ter Mors | 4 min 03 s 471 | 20 février |

| Sport                                | Médaille d'or, Jeux olympiques | Médaille d'argent, Jeux olympiques | Médaille de bronze, Jeux olympiques | Total |
| ------------------------------------ | ------------------------------ | ---------------------------------- | ----------------------------------- | ----- |
| Patinage de vitesse                  | 7                              | 4                                  | 5                                   | 16    |
| Patinage de vitesse sur piste courte | 1                              | 2                                  | 1                                   | 4     |

| Jour     | Date       | Médaille d'or, Jeux olympiques | Médaille d'argent, Jeux olympiques | Médaille de bronze, Jeux olympiques | Total |
| -------- | ---------- | ------------------------------ | ---------------------------------- | ----------------------------------- | ----- |
| 1er jour | 8 février  |                                |                                    |                                     |       |
| 2e jour  | 9 février  |                                |                                    |                                     |       |
| 3e jour  | 10 février | 1                              | 2                                  | 1                                   | 4     |
| 4e jour  | 11 février | 1                              |                                    |                                     | 1     |
| 5e jour  | 12 février | 1                              |                                    | 1                                   | 2     |
| 6e jour  | 13 février | 1                              | 2                                  |                                     | 3     |
| 7e jour  | 14 février | 1                              |                                    |                                     | 1     |
| 8e jour  | 15 février |                                | 1                                  |                                     | 1     |
| 9e jour  | 16 février | 1                              |                                    |                                     | 1     |
| 10e jour | 17 février |                                |                                    |                                     |       |
| 11e jour | 18 février |                                |                                    |                                     |       |
| 12e jour | 19 février |                                |                                    |                                     |       |
| 13e jour | 20 février |                                |                                    | 1                                   | 1     |
| 14e jour | 21 février |                                | 1                                  | 1                                   | 2     |
| 15e jour | 22 février | 1                              |                                    |                                     | 1     |
| 16e jour | 23 février | 1                              |                                    |                                     | 1     |
| 17e jour | 24 février |                                |                                    | 2                                   | 2     |
| 18e jour | 25 février |                                |                                    |                                     |       |
| Total    | Total      | 8                              | 6                                  | 6                                   | 20    |